# Patrick Sessler

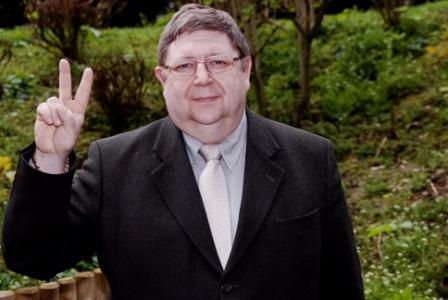
Patrick Sessler in juni 2008.

Patrick Sessler (Watermaal-Bosvoorde, 8 maart 1958) is een Belgisch extreemrechts politicus, die onder meer actief werd voor het Front National en het Vlaams Blok/Vlaams Belang.

## Levensloop
Sessler groeide op in een familie van handelaars. Na zijn lager onderwijs in Oudergem volgde hij een hotelopleiding in de technische school ITMA in Doornik, om daarna twee jaar humane wetenschappen te studeren aan het Koninklijk Atheneum van Sint-Lambrechts-Woluwe.
Na afloop van zijn studies ging Sessler aan de slag voor het Belgisch leger, in het datacentrum van het 80ste artillerieregiment in Delbrück en vervolgens Keulen. Wegens zijn extreemrechtse overtuigingen werd hij uiteindelijk afgedankt in het leger. Hij werd daarna ambtenaar op het ministerie van Landsverdediging en werkte bij de Club Rubens in Siegen. 
Hij sloot zich aan bij het extreemrechtse Front de la Jeunesse en militeerde voor de partij PFN, de Parti des Forces Nouvelles. In 1989 liet hij zich opmerken met een stand op de Foire du Livre de Bruxelles, genaamd Liberté 89, waar hij een aantal boeken met revisionistische inhoud verkocht. Hetzelfde jaar sloot Sessler zich aan bij de partij Front National, de partij waarvoor hij in 1994 tot gemeenteraadslid van Schaarbeek verkozen werd. Vanwege een intern conflict met de partijleiding van het FN verliet Sessler in 1995 de partij en richtte de Alliance radicale op, die echter geen succes werd. In 1997 werd hij door Vlaams Blok-partijkopstuk Filip De Man benaderd om hem bij te staan in de voorbereiding van de precampagne en de campagne voor de Brusselse Gewestverkiezingen van 1999. In september 1999 werd hij secretaris van de Brusselse afdeling van de partij. Bij de gemeenteraadsverkiezingen van 2000 werd hij herkozen tot gemeenteraadslid van Schaarbeek op de lijst van Vlaams Blokker Johan Demol.
In 2004 keerde Sessler op verzoek van de FN-leiding terug naar zijn oude partij en werd hij secretaris-generaal van het FN. Van 2008 tot 2009 was hij ook lid van het Brussels Hoofdstedelijk Parlement ter opvolging van de overleden Guy Hance. In 2006 werd hij niet herkozen als gemeenteraadslid van Schaarbeek en in 2009 verloor hij ook zijn parlementszetel. Vervolgens ging Sessler aan de slag voor een Brusselse veiligheidsfirma. 
In augustus 2012 werd Sessler opnieuw actief voor het Vlaams Belang, zoals het Vlaams Blok inmiddels heette. Hij werd medewerker en penningmeester van de Brusselse afdeling van de partij.